# Aristea singularis
Aristea singularis är en irisväxtart som beskrevs av August Henning Weimarck. Aristea singularis ingår i släktet Aristea och familjen irisväxter. Inga underarter finns listade i Catalogue of Life.